# Пономарёв, Алексей Алексеевич
Алексе́й Алексе́евич Пономарёв (22 марта 1942 — 18 августа 2024) — российский политический деятель. Депутат Государственной Думы I, II, III созывов (1993—2003), а также V, VI  и VII созывов (2007—2021). Заместитель председателя Комитета Госдумы по контролю и Регламенту, член фракции КПРФ.

## Биография
Родился 22 марта 1942 года в посёлке Ильинка Таловского района Воронежской области. В 1964 году окончил ВСХИ по специальности «ветеринарный врач». С 1964 года по 1965 год служил в ГСВГ.
С 1966 года работал главным ветеринарным врачом совхоза «Восход» Никифоровского района Тамбовской области. В мае 1969 года назначен директором совхоза «Восход», в феврале 1973 года — директором районного специализированного хозяйственного объединения по откорму скота.
С 1974 года начальник управления сельского хозяйства Никифоровского района Тамбовской области, с октября 1975 года — директор агропромышленного объединения (РАПО). С декабря 1976 года первый заместитель начальника объединения «Тамбовживпром», с июля 1978 года — начальник объединения. В 1983—1985 годах — начальник отдела свиноводства Управления сельского хозяйства Тамбовской области.
В 1985 году избран первым секретарём Петровского райкома КПСС Тамбовской области. В январе 1988 года переведён на работу первым заместителем председателя агропромышленного комитета Тамбовской области, с декабря 1988 года — заведующий сельскохозяйственным отделом областного комитета КПСС. В 1990 году окончил Ростовскую высшую партийную школу.
В марте 1990 года избран народным депутатом РСФСР по Жердевскому территориальному избирательному округу Тамбовской области, в мае того же года на 1-м съезде народных депутатов РСФСР - членом Совета Республики Верховного Совета РСФСР, где проработал до октября 1993 года. Член комитета по социальному развитию села, аграрным вопросам и продовольствию,  Комиссии Совета Республики по бюджету, планам, налогам и ценам, являлся координатором фракций «Отчизна», «Аграрный Союз». Участвовал в разработке законов «О зерне», «О земельной реформе», «О крестьянском, фермерском хозяйстве», «О социальном развитии села» и других. После силового разгона Верховного Совета участвовал в выборах депутатов Государственной Думы.
12 декабря 1991 года, являясь членом Верховного Совета РСФСР, проголосовал за ратификацию беловежского соглашения о прекращении существования СССР.

### Смерть
Умер 18 августа 2024 года в возрасте 82 лет.

### Работа в Государственной думе
В декабре 1993 года избран депутатом Государственной думы I созыва по одномандатному Мичуринскому округу Тамбовской области, набрав 23,81 % голосов. Член Комитета по аграрным вопросам (подкомитет по перерабатывающей промышленности и продовольствию), член фракции КПРФ. Принимал участие в подготовке законов «О сельскохозяйственной кооперации», «О закупках и поставках сельскохозяйственной продукции, сырья и продовольствия для государственных нужд», «О государственном регулировании агропромышленного производства», Земельного кодекса.
В 1995 году избран депутатом ГД РФ II созыва, член Комитета по аграрным вопросам.
В 1999 году избран депутатом ГД РФ III созыва по Мичуринскому одномандатному избирательному округу в Тамбовской области. 1 февраля 2000 года перешёл во фракцию КПРФ из Агропромышленной депутатской группы. Был заместителем председателя Комитета по аграрным вопросам.
В 2003 году участвовал в выборах депутатов Государственной думы IV созыва по Мичуринскому одномандатному избирательному округу в Тамбовской области. Занял второе место, набрав 18,85 % голосов, уступил начальнику управления сельского хозяйства Тамбовской областной администрации Владимиру Дубовику, который получил 42 % голосов избирателей и был поддержан губернатором Олегом Бетиным, лидером местного отделения партии «Единая Россия». Против всех проголосовало 19,24 % избирателей.
В 2007 году избран депутатом Государственной думы V созыва по избирательному списку КПРФ от Ивановской и Костромской области.
В 2011 году избран депутатом Государственной думы VI созыва по спискам от двух областей.
В 2016 году избран депутатом Государственной думы VII созыва.
Член ЦК КПРФ. С июня 2005 года — управляющий делами ЦК КПРФ. Награждён орденом Трудового Красного Знамени, медалью «За трудовое отличие», Заслуженный работник сельского хозяйства Российской Федерации (2012). Был женат, имел двоих детей.

## Законотворческая деятельность
С 1993 по 2019 год, в течение исполнения полномочий депутата Государственной Думы I, II, III, V, VI и VII созывов, выступил соавтором 109 законодательных инициатив и поправок к проектам федеральных законов.